# La Demajagua

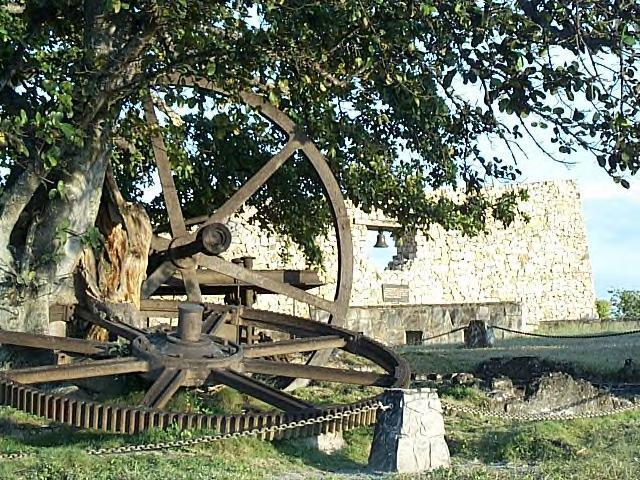
Ruinas de La Demajagua.

La Demajagua es el lugar de Cuba, en el golfo de Guacanayabo, en Manzanillo donde Carlos Manuel de Céspedes inició la independencia contra España el 10 de octubre de 1868, declarando la independencia de su Patria, secundado por cientos de parciales en Manzanillo, cuyos sectores constitutivos fueron capaces de hacer causa común bajo las divisas de unidad, libertad, justicia e igualdad: blancos, y negros, libres y esclavos.
En una junta entre orientales y camagüeyanos celebrada el 4 de agosto de 1868 en San Miguel del Rompe, Las Tunas, Carlos Manuel de Céspedes proclamó que «El poder de España estaba carcomido y caduco» y que si aún parecía grande y poderoso era a consecuencia de que «por más de tres siglos lo contemplamos de rodillas». La tesis de la falta de armas la vulneraba diciendo: «¡Debemos quitárselas al enemigo!»
La conspiración ya iba para cuatro años, intentando hacer acopio de armas, cuando el 7 de octubre llegó al telégrafo un mensaje del Capitán General de la isla ordenando la prisión de Carlos Manuel de Céspedes, Francisco Vicente Aguilera, Perucho Figueredo, Francisco Javier de Céspedes, Bartolomé Masó y Francisco Maceo Osorio, entre otros conocidos desafectos a la Corona española en la comarca. Afortunadamente el texto cifrado pasó primeramente por las manos de Ismael de Céspedes, hijo de Francisco Javier y sobrino de Carlos Manuel, el cual detuvo el documento por algunas horas y puso sobre aviso a los implicados. Aquella misma noche envió emisarios en todas direcciones para provocar una concentración en La Demajagua y proclamar la independencia, ordenó el toque de la campana y reunió a todos, incluyendo a los negros esclavos. Después procedió a darle la libertad a sus esclavos a quienes dignificó con la condición de “ciudadanos” y los invitó a participar en la lucha.
Seguidamente fue presentada la bandera tricolor de la libertad cosida por Candelaria Acosta.
Demajagua era el nombre primigenio de la zona donde en 1851 un catalán de nombre José Pla [cita requerida] (no equivocar con su homónimo José Pla, muy posterior) instaló un trapiche azucarero, a 13 km de la ciudad de Manzanillo. El nombre hacía franca alusión a la abundante presencia en el lugar de la majagua, un magnífico ejemplar de la flora cubana. En esta época estuvo escrita la propiedad como Demajagua, sin la partícula "La" que muchos le suelen anteponer.
En marzo de 1866 Carlos Manuel de Céspedes lo compró, con todas sus dependencias y esclavos.
Este sitio, perteneciente a Manzanillo convertido en el actual Museo Parque Nacional La Demajagua, fue declarado Monumento Nacional el 6 de junio de 1978, siendo valorado como un de los sitios de mayor relevancia de Cuba.
Actualmente la Demajagua es un poblado pequeño perteneciente a la ciudad de Manzanillo, provincia de Granma, rodeada de una zona montañosa. Sus pobladores en su mayoría campesinos realizan labores agrarias en las vaquerías y centros avícolas cercanos. El poblado cuenta con un consultorio médico que atiende a la región.
La Demajagua. Alzamiento de La Demajagua (Grito de Yara). Lugar histórico que marcó el comienzo de la Guerra del 68 y constituye uno de los hechos más relevantes y de mayor trascendencia en la historia de Cuba, el que dio inicio a una revolución que se prolongaría por casi cien años de lucha por la total independencia.
Sede del ingenio azucarero del mismo nombre, propiedad de Carlos Manuel de Céspedes fue el escenario donde este dio inicio a la primera guerra por la independencia de Cuba y comenzó el proceso de abolición de la esclavitud, en consecuencia, lugar primigenio y fundacional de la nación cubana; por estas razones el sitio se considera como “Templo de la Patria”. En este lugar se confeccionó el estandarte que simbolizó el levantamiento, la Bandera de La Demajagua, y que se hiciera jurar a las 10 de la mañana del sábado 10 de octubre de 1868, para luchar hasta alcanzar la libertad de la Patria, levantada por primera vez para convocar a la Guerra de los Diez Años. Monumento Nacional de la República de Cuba.
Contenido

## Ubicación

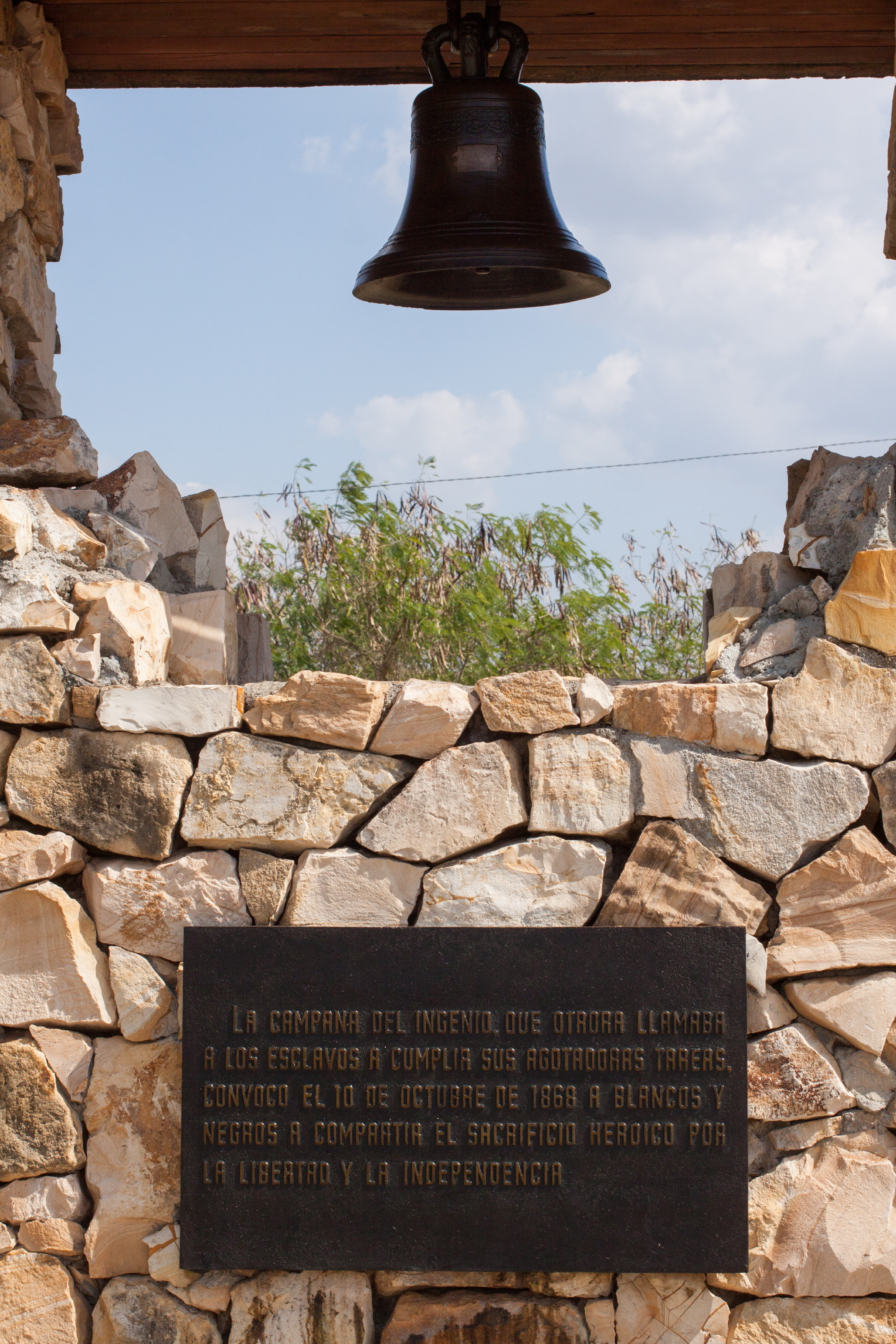
Campana de La Demajagua.

Trescientos setenta y seis años de coloniaje no podían hacer otra cosa que desembocar en el 10 de octubre de 1868, fecha en la cual se proclama la independencia de Cuba. En el ingenio La Demajagua, a escasos 15 kilómetros de la ciudad de Manzanillo, Carlos Manuel de Céspedes -Padre de la Patria-, proclamó la independencia y libertó a sus esclavos, consagrando por esta vía en la jurisdicción Manzanillera, el Altar de la Patria.
El lugar está ubicado a 13 km de la ciudad de Manzanillo, en la carretera hacia el municipio costero de Campechuela.
Debe su nombre a la abundancia en la finca del majestuoso árbol Majagua azul, de gran importancia en la industria del mueble.
Limita al norte con la finca “El Ranchón”, por el sur con el asentamiento rural llamado La Escondida; por el este con la finca “Los Letreros” y al oeste con el mar. El terreno es generalmente regular, con la excepción de una pendiente que tiene acceso hacia el mar a una distancia de 670 metros y hasta donde llegaba la línea férrea que servía para transportar hasta los buques el azúcar producido en el ingenio.
La Demajagua antes de 1868.
La primera referencia que se tiene de este lugar, finca rústica La Demajagua, data de junio de 1843, cuando José Joaquín Palma le vendió a Magín Plá un pequeño trapiche con la acción de la caballería de tierra en el paraje nombrado La Demajagua, perteneciente al cuartón Punta de Piedra en el Partido de Yaribacoa (sitio ubicado entre los ríos Yara y Jibacoa, en la cantidad de cien pesos.
Esas tierras se hallaban en colindancia con el ingenio del comprador. El trapiche pasó de manos de Magín Plá a manos de su hermano José, quien presentó quiebra en 1857. El Licenciado Carlos Manuel de Céspedes representó como abogado a José Plá. En la reunión de los acreedores, Carlos Izaguirre, representante de Francisco Javier de Céspedes, ofreció diez mil ochocientos pesos por la finca, el trapiche, los cinco esclavos que poseía y todas sus dependencias. José Venecia y Compañía, lo garantizaban, según la escritura pública levantada por el escribano Nicolás Lasso, en Manzanillo, el 3 de julio de 1857.
Al ser adquirido por Francisco Javier de Céspedes, La Demajagua era un pequeño trapiche de bueyes; este celebró un contrato de reparación con la Sociedad Mercantil José Venecia y Compañía de Manzanillo, donde en dicho contrato el productor se comprometía a vender al refaccionista todas las zafras hasta el año 1862 a los precios y condiciones estipulados en dicho contrato privado que al efecto habían hecho, así como incrementar la dotación de esclavos (adquiriendo 12 en el año 1857, 4 en el 1858 y 4 más en el año 1859, de modo que el ingenio llegara a contar con una cantidad de 25 esclavos para realizar el proceso de plantación y producción).
Por su parte Venecia adelantaba a Francisco Javier la mitad de los valores en que ha comprado el referido ingenio y la otra mitad se entregaría en el término de un año y daría dinero necesario para la compra de 10 negros y todo lo demás que pueda necesitar para refaccionar la finca y además una máquina de vapor para la zafra de 1860 y las viviendas (de esta máquina de 30 caballos ingleses son los restos que aparecen aprisionados por el árbol Jagüey y los que están en el lateral y detrás del Museo hoy), para lo que recibía la cantidad de diez mil ochocientos pesos.
Ya para 1860 Francisco Javier de Céspedes había adquirido la máquina de vapor referida, 3 buenos trenes jamaiquinos (Sistema de Calderas que en número de 5 cada una -una tras otra- desde la mayor y hasta la más pequeña llamada tacho- servían para producir el mascabado en el proceso fabril).
En 1858, con solo 14 esclavos y 16 caballerías de tierra, equivalente a 544 hectáreas, de las cuales solo 3 estaban cultivadas de caña, se alcanzó una producción final de 150 bocoyes de miel o melaza (mascabado). En la próxima zafra, la producción alcanzada superó en un tonel más la anterior: 151, mientras que para la de 1860, ya con la máquina de vapor instalada se logró una producción de 212 barriles, 62 más que en 1858 y 61 más que en 1859, lo cual demuestra la importancia de la introducción de la tecnología en la industria cañera en Cuba y las ventajas que trae desde el punto de vista económico.
El 14 de marzo de 1866 el patricio bayamés Carlos Manuel de Céspedes compró a su hermano Francisco Javier la finca. A estos efectos estableció hipoteca con la firma Venecia Rodríguez y Compañía por escritura pública N.º 10 ante el escribano Don Antonio Figueredo, la que debía pagar en la cantidad de 163.076 escudos (81.538 pesos), y abonar en los plazos que corrían desde el 2 de marzo de 1868 y hasta igual fecha en 1873.
Para seguridad de la compañía financiera Céspedes hipoteca todos sus bienes, inclusos sus establecimientos, sementeras, alambiques, molino y todo cuanto le era y fuese anexado, así como los cincuenta y tres esclavos de la dotación, de los cuales 36 era hombres y 17 mujeres.
En manos de Carlos Manuel la finca mejoró mucho. De solo tres caballerías de la finca plantadas de caña, en 1867 ya eran 10, es decir que incrementó en 7 el número de caballerías de caña en busca de crecimiento productivo. En ese entonces la finca contaba con 18 caballerías de tierra desde la hipoteca establecida por Céspedes; cantidad de tierra equivalente a 2415636 m².
Otra reforma introducida por Céspedes y posiblemente la más importante fue la de realizar la mayor parte del trabajo de la zafra con obreros asalariados casi en su totalidad; en ocasiones llegaban a 60 los hombres contratados, aunque también laboraron una veintena de esclavos (al parecer Céspedes había liberado al resto de los esclavos para la atención al resto de las fincas y estancias que tenía arrendadas al estado, entre las que cuentan: San Rafael de la Junta, Los Mangos, San Joaquín, Fausto, Limones Arriba y Abajo, entre otros; en donde poseían entre otros bienes y debían atenderse 16 yuntas de bueyes y 742 cerdos.
Otra innovación de Céspedes como industrial azucarero fue transformar el Ingenio en Central, pues para 1867 y siguientes zafras había establecido contratos para molinar en su ingenio las cañas de la finca La Jagüita, propiedad del hacendado Isaías Masó Márquez, ubicada por la parte sur de La Demajagua. En 1867 la finca aparecía inscrita en el catálogo de los ingenios centrales de Cuba.
La Demajagua, nombre que debe su existencia a la abundancia en la finca del majestuoso árbol Majagua Azul, de gran importancia en la industria del mueble, fue el escenario donde tuvo inicio la primera guerra por la independencia de Cuba y comenzó el proceso de abolición de la esclavitud, en consecuencia, lugar primigenio y fundacional de la nación cubana; por estas razones el sitio se considera como “Templo de la Patria”. Además, aquí se confeccionó el estandarte que simbolizó el levantamiento, la bandera de la Demajagua, y que se hiciera jurar a las 10 de la mañana del sábado 10 de octubre de 1868, para luchar hasta alcanzar la libertad de la Patria, levantada por primera vez para convocar a la guerra de los diez años.
La Demajagua después de 1868
El 17 de octubre de 1868, las partes fundamentales de la finca: el ingenio, la hacienda y el barracón, fueron destruidos producto de la represalia del gobierno español. El ingenio, de hecho, fue convertido ese día en la primera propiedad cubana destruida durante la Guerra Grande.
Diez años duró la lucha, por eso el nombre de Guerra de los 10 años o Guerra Grande dado a este primer momento fundacional de la cubanía, que terminó en el Zanjón (Camagüey), con un pacto que en nada colmó las ansias de libertad de los cubanos; por eso, en agosto de 1879 y esgrimiendo la razón de la fuerza, los cubanos fueron nuevamente a los campos de batalla. Los patriotas, hijos de Manzanillo, responden a la clarinada; no obstante, disímiles circunstancias conspiraron contra la durabilidad y eficacia del empeño liberador. Para diciembre del mismo año (1879), más de un jefe Manzanillero había depuesto las armas y a partir de este instante, menos de un año -en todo el país-, duraría lo que en la Historia de Cuba se conoce como: La Guerra Chiquita.
Al interregno cubano que va desde la culminación del segundo intento independentista al inicio de la guerra en 1895 se le nombra Tregua Fecunda. En estos años de reposo turbulento, trascendentales cambios se operaron en Cuba: surgen los partidos políticos (Liberal y Unión Constitucional), se abole la esclavitud (1886), el capitalismo como sistema, da los primeros pasos, y se organiza, por José Martí, la Guerra Necesaria, empeño liberador que daría al traste con la dominación española en Cuba.
En Manzanillo, el reflejo de este acontecer tiene presencia sobresaliente. Por ejemplo, los antiguos ingenios que sobreviven a la guerra se modernizan y convierten en centrales mientras otros, erigidos en el período, dan a la región posición privilegiada en este sentido; por otro lado, la figura de Bartolomé Masó Márquez, segundo de Céspedes en La Demajagua, con ascendencia indiscutible entre los patriotas de la región, nucléa a los veteranos del 68 y los pinos nuevos que, enhiestos, se aprestan resueltos a la contienda independentista. Sobresaliente fue la labor organizativa de Masó en la preparación de la guerra; sin embargo, nadie mejor que el Apóstol de la Independencia Cubana, José Martí, para validar tal aseveración. En el verano de 1894, Martí escribe larga carta a Gómez donde con gozo le expresa, después de detallar el estado de preparación de los Manzanilleros, lo siguiente: "Creo de veras muy llegada nuestra hora". Ese mismo día, 25 de junio, le comunica a Antonio Maceo: "Se ve bullir toda aquella comarca [...]. No hay rincón por allí sin su jefe y su gente, y el estado de decisión y ferviente espera por nosotros, es realmente tal que no justifica ya mayor demora. Es la última situación, felizmente madura para lo que enseguida vamos a crear".
Y realmente, el estado de preparación de la “comarca” era tal, que cuando el 24 de febrero de 1895 se reinicia la guerra, uno de los lugares donde el resurgir patriótico tiene más bríos es en Manzanillo. En Bayate, finca de Masó y lugar del alzamiento, aparte de izarse la bandera cubana y dar gritos a ¡Cuba Libre!, el General escribe dos proclamas: una a los españoles y otra a los cubanos, donde las coincidencias con el Manifiesto de Montecristi, Programa de la Revolución, firmado por Martí y Gómez en marzo de ese año, resultan evidentes. Pero si grande fue el General Masó por haberse lanzado a la manigua con 65 años, enfermo, sacrificando familia y caudales, más lo fue cuando rechazó proposiciones de paz que no llevaban como base la independencia absoluta.
Este hecho viril le valió el halago justo de Martí, no solo porque con su actitud evitó que la revolución muriese al nacer; sino, por la entereza patriótica con la cual dignificó el decoro de los cubanos; por eso Martí, cuatro días antes de morir, le dice encomiásticamente “[...] un hombre en quien veo entera la abnegación y la república de nuestros primeros padres, y la energía moral que cerró paso a las debilidades, y al impúdico consejo [...]”. Pero hay más; la marcada civilidad de Masó, la conspicua respuesta dada al Partido Revolucionario Cubano (PRC) con el alzamiento de Bayate, y la probada actitud patriótica de los manzanilleros, hicieron pensar a Martí en algún lugar del término municipal de Manzanillo donde realizar la reunión que dotara a la naciente revolución de un gobierno que fuera para la guerra y raíz para la república. Quería Martí ya desde abril de 1895, porque la obra de la revolución así lo exigía, reunirse con uno de los mejores hombres de la revolución, con aquel que la había mantenido hasta la llegada de los grandes jefes; desea por tal motivo llegar hasta Manzanillo donde puede encontrarlo; pero Bartolomé Masó le ahorra el viaje, finalmente, el día 18 en la noche se ven los dos Masó y Martí, hablan de la guerra, del modo de hacerla más rápida. El 19 de mayo de 1895 en Dos Ríos, Martí pronuncia su último discurso, y los hombres que extasiados le escuchan, marchando momentos después a su lado al combate y a la gloria eran la mayoría, hombres de la región Manzanillera.
Durante toda la campaña del 95, Manzanillo fue pivote del suministro logístico español para toda la región del Cauto-Guacanayabo, y aunque con éxito fueron atacados y destruidos varios asentamientos y algunas poblaciones aledañas abandonadas, la ciudad como tal se mantuvo inexpugnable; tanto es así, que la política de reconcentración de Weyler tuvo su expresión práctica en 302 reconcentrados y cerca de 72 caballerías de tierra repartidas dentro del cordón defensivo para el abastecimiento citadino. Manzanillo fue también parte del territorio de operaciones de la I División del Segundo Cuerpo del Ejército Libertador, compuesta de dos Brigadas y seis regimientos, uno de los cuales llevaba por nombre: Regimiento de Caballería Manzanillo. El Jefe de la División era el Mayor General Salvador Hernández Ríos, Manzanillero.
No sería hasta 1898 que, contando con el apoyo de las fuerzas navales estadounidenses en el marco de la guerra cubano-hispano-norteamericana, se intentó de nuevo un ataque cuyo fruto no fue el esperado; por cuanto, la ciudad “ni capituló, ni se rindió”. Con la intervención norteamericana en la guerra, la ciudad resultó bombardeada en cuatro ocasiones. El 30 de junio, en horas de la tarde, 3 buques de la armada norteamericana bombardearon la ciudad y se enfrentaron ligeramente a una pequeña “escuadra” española surta en el puerto, dando como resultado dos militares hispanos muertos. Al otro día se repitió la incursión, y serían ahora dos mujeres las víctimas del bombardeo.
Los ataques del 18 de julio y del 12 y 13 de agosto, serían los más fuertes y desastrosos, no solo por los daños infligidos a la estructura urbana, la destrucción de los barcos españoles y las víctimas cobradas, sino, por la combinación de fuerzas atacantes; pues, mientras los norteamericanos atacaban desde el mar el día 12, las fuerzas libertadoras asediaban la plaza desde tierra para tomarla; deseo tal vez posible de consumar, de no haber sido porque cuando en horas de la mañana del 13 de agosto la escuadra norteamericana, impuesta del armisticio entre Estados Unidos y España suspendió el asedio, dejó en la estacada a los libertadores quienes no pudieron entrar en la ciudad.
Con una infeliz coincidencia termina la dominación española en Manzanillo. El 10 de octubre de 1898, justamente 30 años después de haberse proclamado en La Demajagua la independencia de Cuba, las autoridades locales entregan a las fuerzas norteamericanas el gobierno de la ciudad; empezaba de esta forma el capítulo de la 1.ª intervención norteamericana en la isla, recogida oficialmente en la historia desde el 1 de enero de 1899 hasta mayo de 1902, y que sirvió a los estadounidenses para moldear un nuevo tipo de dominación la cual castró las ansias independentistas y convirtió la naciente república en un estado dependiente.
En los años siguientes el lugar La Demajagua, fue atendido por los Veteranos de la Guerra de Independencia y por la Logia Masónica, la cual, en 1928 erigió un obelisco en honor al Venerable Maestro “Hortensio”, seudónimo con que se denominó Céspedes por parte de los miembros de la Logia Masónica “Buena Fe” que, en abril de 1868, se constituyó en la ciudad de Manzanillo y lugar donde cobraron valor los planes insurreccionales. Por otra parte, el Grupo Literario de Manzanillo, intelectuales, instituciones civiles y religiosas entre otros muchos, hicieron disímiles actividades en el lugar, recordando los sucesos fundacionales y la estatura del Iniciador y Padrazo Carlos Manuel de Céspedes.
Para 1922, fue construida, sobre un pequeño promontorio, una modesta casa de madera habitada por el Coronel Juan Ramírez quien había sido ayudante de Céspedes en la contienda hasta que, al paso del tiempo y en 1968, cedió paso a la Sala del Museo a partir de un proceso de remodelación.

## La Demajagua actualmente

### Museo La Demajagua
La institución la integra una sala museo de carácter memorial y un área abierta al público, con una parte de esta enchapada en lajas que incluye un muro confeccionado sobre piedra, el cual es muestra de la arquitectura simbólica de la Revolución Cubana, del que está soportada en un triángulo espadaño la Campana original del ingenio de Carlos Manuel de Céspedes. Frente a esta construcción las ruinas del ingenio. También en el área abierta y cerca al Museo un área también enchapada en lajas que soportan otras piezas originales de la antigua fábrica.

## Ubicación
El parque nacional está ubicado a 13 km del Municipio de Manzanillo y en la carretera que va a los municipios costeros.

### Espacios fijos
- “Mundo de Fantasías”, dedicado cada segundo viernes a las 10:30 a. m. a los niños de la Comunidad de La Demajagua.
- “Peña del Jaguey”, dedicada cada tercer sábado a las 2:00 p. m. para los habitantes de ese barrio: cederistas y federadas.

### Principales bienes en la colección
- La Campana original del ingenio, ruinas de la máquina de vapor con que trabajó esta fábrica entrelazadas por un jagüey que nació en el propio lugar que antes fue la casa de máquinas de esta industria.
- Colección de cerámica encontrada en el lugar en el año 1968 por un grupo de arqueólogos mientras se construía la obra histórica en el período que va desde el 21 de junio hasta el 30 de agosto de ese año.
- Grilletes y cadenas encontrados también en el lugar.
- Armas mambisas utilizadas durante la lucha por la independencia.

## Actividades relevantes
- Actividades Culturales de Formación que se hacen para la Comunidad como: conferencias, charlas, conversatorios, entre otras.
- Actos políticos cada 10 de octubre en homenaje a la fecha, así como de entrega, de condecoraciones, etc.
- Acto presidido por el Comandante en Jefe el 9 de noviembre de 1976 en ocasión de la División Político Administrativa del Oriente cubano.
- Siembra simbólica, el 8 de enero de 1981 de una Palma Real Roystonea regia sobre tierra del lugar histórico llevada al Cosmo conjuntamente con una bandera réplica de la enarbolada en La Demajagua por el cosmonauta cubano y latinoamericano Arnaldo Tamayo Méndez.
- Visita dirigida y recorrido por la institución al General de Ejército Raúl Castro Ruz.
- Visita dirigida y recorrido por la institución al niño Elián González Brotóns, Juan Miguel González y demás miembros de la familia quienes fueron acompañados al museo por la miembro del Buró Político Yadira García Vera.
- Visita dirigida al Comandante de la Revolución Juan Almeida, entre otras personalidades.
- Siembra del árbol Caguairán por el Primer Secretario del Partido en Granma Lázaro Expósito Canto como una actividad de extraordinario simbolismo.
- Visita dirigida a las Delegaciones de los Frentes de Lucha de Viet Nam y México acompañados por los coordinadores principales de los CDR del país, luego de su participación en el Acto Nacional por el 46 Aniversario de la Fundación de los CDR.

## Símbolos de La Demajagua
La Demajagua tiene asociada cuatro iconos o símbolos: la bandera, la campana, el himno o Marcha a Manzanillo y el jagüey, algunos estrechamente ligados a la fecha y otros que son resultados de esta.

### Bandera de Carlos Manuel de Céspedes

Bandera de La Demajagua

Carlos Manuel de Céspedes presentó una bandera la mañana del 10 de octubre de 1868 a sus seguidores, quienes juraron conducir hasta la libertad o la muerte del modo siguiente:

—¿Juráis vengar los agravios de la patria?

—Juramos, respondieron todos.

—¿Juráis perecer en la contienda antes que retroceder en la demanda?

—Juramos, repitieron aquellos.

—Enhorabuena— añadió Céspedes —son unos patriotas valientes y dignos. Yo por mi parte, juro que os acompañaré hasta el fin de mi vida, y que si tengo la gloria de sucumbir antes que vosotros, saldré de la tumba para recordaros vuestros deberes patrios y el odio que todos debemos al gobierno español. Venganza, pues y confiemos en que el cielo protegerá nuestra causa.

La bandera —una combinación de tres campos, uno rojo y otro blanco en la mitad superior y azul celeste en la mitad inferior, con una estrella de cinco puntas de color blanco sobre el cuadro rojo— fue diseñada por Céspedes. Lo más probable es que Céspedes quisiera enarbolar un pabellón nuevo y que tenía muy presente la bandera de Chile, país que venía apoyando el proyecto de liberación de Cuba y al efecto había enviado a los Estados Unidos a uno de sus mejores hombres, Benjamín Vicuña Mackenna, agente confidencial de Cuba y Puerto Rico en Nueva York, quien estrechó relaciones con connotados revolucionarios cubanos emigrados y se carteó con otros de Cuba.

### Confección
El 9 de octubre de 1868, temprano por la mañana, Cambula – hija de Juan Acosta, mayoral del Ingenio Demajgua y de Concepción Fontaine y Segrera- fue a la casa de vivienda del ingenio donde fue llamada por el señor Carlos Manuel de Céspedes, para confeccionar una bandera; este le interrogó acerca de la tela que debía comprarse, a decir, la cantidad y clase de tela, expresándole solamente que los colores debían ser rojo, azul y blanco. Hecha la nota, Carlos Manuel de Céspedes comisionó u ordenó a un individuo trabajador del ingenio nombrado Eustaquio para que fuera al pueblo de Manzanillo y regresó horas después, sin la tela en cuestión porque el que entraba al pueblo no podía salir, mas toda vez que ya los españoles tenían conocimiento de que se fraguaba una conspiración contra España.
Céspedes se contrarió mucho por no haber podido obtener la tela y como llegaba la tarde y ella notaba que la contrariedad aumentaba, entonces le dijo que por la tela no quedaría, que enseguida ella la buscaría, proponiéndole un vestido azul ( de la propia Cambula), un pedazo de cielo del mosquitero de la cama de su papá, tela esta que por cierto no era roja, sino color de rosa algo subido, y una pieza de tela blanca que ella había guardado días antes, Céspedes se alegró mucho, porque así, según él ya tenía la bandera, y, por la dirección de este, ella confeccionó dicha bandera de más de una vara o un metro casi cuadrado, de tres paños, rojo, azul y blanco cuando estuvo terminada, Carlos Manuel de Céspedes le dijo a Cambula que le faltaba una estrella de cinco puntas, pero ella le respondió que no sabía bordar y que tampoco sabía dibujarla.
Y entonces Emilio Tamayo, un joven de 20 a 22 años que estaba allí, le dibujó la estrella en un papel, pero como estaba tembloroso le resultó dispareja.
Ella tomó el molde de la estrella, la fijo en un paño blanco, por medio de alfileres, la recortó y luego la cosió a la bandera, recuerda que no quedó a la perfección, primero porque la noche llegaba y por la agitación del momento por parte de todos.
Medida original:
Largo: 130 cm  Alto: 126 cm
La bandera estuvo en poder de Céspedes hasta que a fines de 1871 se la entregó a su hermano Pedro, que salía de Cuba en una misión, para que la llevara a Estados Unidos. Pedro de Céspedes se la pasó a Pio Rosado, y este a su vez la puso en manos de Manuel Anastasio Aguilera, que inmediatamente en enero de 1872 se la entregó a Ana de Quesada y Loynaz, cumpliendo con la voluntad del Padre de la Patria.
Ana de Quesada guardó celosamente la bandera de la Demajagua durante 30 años. En septiembre de 1898, terminada la guerra, Ana se embarcó en Nueva York y llegó a Santiago de Cuba, donde la esperaba su hijo el coronel Carlos Manuel de Céspedes y Quesada, luego continuaron viaje a La Habana.
Cuatro años más tarde, el 20 de mayo de 1902 cesó el gobierno interventor, y el 4 de julio de ese año la viuda y el hijo de Céspedes entregaron la bandera de la Demajagua a la cámara de representantes. El acto de la entrega que levantó el licenciado Adolfo Nuño y Steegers, abogado y notario de La Habana, está firmada por Ana de Quesada, viuda de Céspedes, Carlos Manuel de Céspedes y Quesada, Salvador Cisneros Betancourt, Alejandro Neira, Manuel Sanguily, José María Izaguirre, José Lacret Marlon, Pedro Martínez Roja, Pelayo García, Fernando Figueredo, Faustino Siren, Antonio Gonzálo Pérez y Manuel Gutiérrez Queiroz, algunos de ellos examinaron cuidadosamente la bandera y dieron fe de que era la misma que Céspedes había desplegado en la Demajagua el 10 de octubre de 1868, pasando a ocupar un lugar de honor en el Salón de Sesiones de la Cámara de Representantes.
El 20 de enero de 1935, el ministro de Estado notificó a Cambula que se le había otorgado a ella la orden “Carlos Manuel de Céspedes”, en el grado de oficial.
A las 5 de la tarde del 16 de abril de 1902 Cambula reconoce su bandera, en la Cámara de Representantes ante su presidente, representantes, veteranos de guerra, académicos, periodistas, personalidades distinguidas en todos los campos. Sus palabras, al pasar las manos por la bandera fueron:
“¡Esta es la Bandera ! La misma que confeccionaron mis manos el 9 de octubre de 1868, no es otra, la reconozco en la franja azul que recorte de un vestido mió. No es la emoción la que me obliga a decirlo, sino la propia bandera que tengo delante de mí.”
En estos momentos esta bandera se encuentra en La Sala de las Banderas en el Palacio de los Capitanes Generales, Ciudad de La Habana y custodiada por el colectivo de esa institución que dirige el Doctor Eusebio Leal Spengler.

### La Campana del Ingenio
Destruido el Ingenio Demajagua el 17 de octubre de 1868 quedó la campana como parte de los escombros tirados sobre el lugar hasta que la firma Venecia Rodríguez y CIA, apoderados del Ingenio y vendedores de esta propiedad a Carlos Manuel de Céspedes se personaron y se la llevaron para otro de sus ingenios: La Esperanza, situado en el Caño Adentro “Las Ovas” y dejaron en el segundo departamento del barracón de esclavos de esta instalación.
El 8 de octubre de 1900 el Comandante del Ejército Libertador Modesto A. Tirado Avilés, Primer Alcalde por elección popular en Manzanillo, conoció a través del apoderado de la firma Venecia Rodríguez y CIA, Fernando Palma Forment, el paradero del Símbolo Patrio, personándose en el lugar acompañado de los miembros del ayuntamiento, entre ellos el General Francisco Estrada Meriño, logrando rescatarla y en acto celebrado el 10 de octubre de ese año fue puesta a disposición del ayuntamiento en Manzanillo, levantándose acta material de la adquisición y ubicándose finalmente en el salón de sesiones del ayuntamiento de veteranos.
El 10 de octubre de 1918, el Símbolo, por iniciativa del Club Rotario Nacional, fue llevada a La Habana. Fueron autorizados para su custodia al cuarteto del Ejército Libertador: General Francisco Estrada, el Coronel Belisario Ramírez, el Capitán Miguel García Pavón y al Sargento Tomás Barrero. El Presidente de la República Mario García Menocal saludó y agradeció la idea de los Rotarios. El acto devino en promesas incumplidas para el pueblo, de manera que el ayuntamiento de Manzanillo tomó el acuerdo de no permitir que fuera movida desde el ayuntamiento hasta que definitivamente se instalara en el parque nacional La Demajagua que desde inicio de siglo se encontraba en proyecto.
En 1926 la politiquería al servicio del régimen machadista intentó utilizarla en sus actos demagógicos y por todos los medios intentaron llevarla a la capital lo que en cada ocasión fue rechazado tanto por el ayuntamiento como por el pueblo. De ahí que los versos del poeta Manuel Navarro Luna son tan importantes:
“No se forjó tu bronce para las cosas sin importancia.
No se forjó tu bronce para las inútiles palabras.
No se forjó tu bronce más que para volcar el grito delirante sobre la carne esclava.
¡Oh, Campana de La Demajagua!
En el 1929 el diputado a la Cámara por la Provincia de Oriente Francisco Escobar Tamayo presentó un proyecto de ley para que la campana fuera colocada en el salón de actos del Capitolio Nacional; era una nueva afrenta al Símbolo Sagrado. El proyecto de ley fue cancelado por la dignidad y valor de los miembros del ayuntamiento y pueblo Manzanillero.
El 6 de agosto de 1947 un nuevo intento de ultraje se produce: llega a Manzanillo el ministro de Gobernación del régimen de Grau San Martín, Alejo Cassío del Pino; su objetivo, luego de declaraciones ampulosas y promesas a los veteranos de una pronta devolución del sagrado objeto, era llevarla a La Habana y respaldar con ella un acto por la reelección como Presidente de la República al propio Dr. Ramón Grau San Martín.
El pueblo enérgico se opuso a ello e irrumpió en la Cámara donde se oyó la voz del Concejal César Montejo diciendo: “Ladrones, la campana no. Se lo han robado todo y hasta la campana quieren llevarse”. El pueblo decía en esa ocasión ante el intento: “Este es un gobierno de piratas. No se llevarán la campana de La Demajagua. No se la dejaremos llevar porque lo que harían sería ultrajarla”.
Cassío del Pino tuvo que retirarse ante la vigorosa protesta declarando insultos- a su estilo- a la prensa, saliendo definitivamente derrotado de Manzanillo.
En medio del agudo clima político del Gobierno de Grau San Martín, el joven Fidel, con 21 años de edad, concibió la idea de que la FEU tomara en sus manos la situación, sin pérdidas de tiempo, y que los estudiantes trajeran la reliquia a La Habana, la colocaran en lo alto de la escalinata universitaria y se convocara a un mitin, se agitara a las masas contra el Gobierno y tocara con fervor patriótico por la destitución de Grau como Presidente.
Fidel la llevó personalmente junto a Leonel Sotto Prieto y ayudados ambos por Juvencio Guerrero siendo recibida por una multitud de personas hasta su ubicación en la Galería de los Mártires.
Fue robada por el gánster Eufenio Fernández Larrea y una camarilla gansteril siendo depositada en el apartamento de Tony Santiago, frente al Instituto del Vedado. De ahí fue llevada para el Palacio Presidencial siendo recibida por el presidente Grau y el ministro Manuel Alemán.
Fidel acusó al Gobierno por el robo y provocó una manifestación estudiantil logrando la devolución de la campana. Por su parte Manzanillo por esos días se declaraba ciudad muerta ante la pérdida de la campana histórica.
El 12 de noviembre era nuevamente traída- devuelta hasta Manzanillo personalmente por 6 sargentos que la custodiaron desde el aeropuerto de Ciudad Libertad. El viaje lo realizó también custodiando la campana el General de Opereta y General de Ejército de Grau Genovevo Pérez Dámera hasta ser entregada en acto solemne a los manzanillero concentrados frente al Parque de Céspedes este día del año 1947.
En 1968 cuando se construyó el parque nacional La Demajagua la campana fue depositada en el arco elipsoidal- simbólicamente la Isla de Cuba- para que estuviera junto al resto de las ruinas del Ingenio en el lugar convertido, de hecho, en Monumento Nacional.
El 30 de marzo de 1987 fue desmontada para, desde el 4 de abril y hasta el 7, presidir junto a Fidel el V Congreso de la UJC siendo trasladada por los delegados de la provincia Granma.
El 8 de octubre de 1991 era desmontada nuevamente de su sitio para estar- primero toda la noche en el ayuntamiento de veteranos de Manzanillo, custodiada por la UJC manzanillera y en la mañana del 9 ser llevada de municipio en municipio hasta Santiago de Cuba siendo expuesta en la Hoy Ciudad Escolar 26 de julio(antiguo Cuartel Moncada). De ahí fuera trasladada en la mañana del 10 de octubre para el Teatro Heredia y presidir junto a Fidel el histórico IV Congreso del PCC.
Por último, el 24 de febrero de 1995 estaría nuevamente junto a Fidel presidiendo la Asamblea Nacional del Poder Popular en ocasión de conmemorarse el Centenario del Reinicio de las Luchas por la Independencia.
Hoy sigue en el sitio histórico concebido para ella en La Demajagua indicando el camino de la Revolución iniciada por Céspedes y que nuestro pueblo lleva adelante en estos instantes.
Himno o Marcha a Manzanillo
Este himno, como un llamado al pueblo de Manzanillo para el apoyo a la guerra de los diez años, desde el amanecer mismo del 10 de octubre, fue publicado en El Cubano Libre en Bayamo, el jueves 26 de noviembre de 1868.
Compuesto en su inicio por el estribillo que se forma por dos cuartetas de diez sílabas métricas y ritmo consonante, así como por dos estrofas, cada una también con dos cuartelas cada una con el mismo tipo de sílabas diétricas e igual ritmo y rima.
La marcha constituye, una convocatoria a los habitantes de la ciudad de Manzanillo, toda vez que fuera puesta a disposición de las tropas cubanas y ocupada mediante el asalto combinado de las armas, para que fueran empuñadas con la fuerza necesaria las armas insurrectas a fin de enfrentar con heroísmo y valor a las fuerzas colonialistas. Es un llamado al combate sin miedo, porque como señala el texto de la marcha por la patria y por la ley, hay que estar dispuesto a morir antes que seguir siendo objetos de tanto ultrajo. La Gloria - señala Céspedes- no se conquista con villanía, sino con honor y justicia.

## Himno Marcha de Manzanillo
Ese astro bello que rutilante
en la risueña mañana asoma
sobre la cima de la alta loma,
ese es el sol de la libertad.
El, con su fuego inflama los pechos,
por nuestra patria y ley combatamos,
ante que esclavos bravos muramos.
bajo el perdón de la libertad.
Vuestros machetes blandid con fuerza
manzanilleros, id al combate
de miedo nunca, mas brioso late
el corazón por la libertad.
Solo en la fuerza inútil amparo
buscan sin gloria viles tiranos
¿cómo podrá caer a sus manos
el que defiende la libertad?
Y brilla el día deseabais:
maestros verdugos tenéis delante
que desaparezcan en un instante
de este suelo de libertad.
¡Libertad! Santo nombre que impera
las almas nobles a nobles hazaña
haz tú que Cuba la España
con solo el grito de libertad.
Manzanillo, 4 de octubre de 1868.
Carlos Manuel de Céspedes.

## El Jagüey
La sabia naturaleza se encargaba de hacer el milagro. No imaginaron los españoles que el sitio bombardeado por ellos con sus cañones “Neptuno, el 17 de octubre de 1868 se convertiría en el más sencillo, pero profundo templo de la Revolución Cubana.
Hace más de cien años, el Ingenio de Céspedes, convertido en ruinas entonces, abandonado y olvidado por muchos, vio nacer un árbol que con el tiempo haría posible el milagro: atrapar con sus poderosas raíces la rueda matriz o dentada de la fábrica, la voladora y la parte de la máquina de vapor que luego de la destrucción quedaría en el lugar mismo donde antes estaban enclavados (la casa de máquinas o casa de moliendas). Ese árbol hoy a decir del director del parque nacional La Demajagua, César Martín García es tanto un símbolo de fidelidad, como un centinela eterno de la patria porque hizo posible que los corruptos y rivales gobernantes que padeció la isla no cometieran ultragios en intentos de hacer desaparecer del sitio original del levantamiento protagonizado el 10 de octubre de 1868 las veneradas reliquias del Ingenio Demajagua.
Solo este tipo de árboles hace posible ese milagro, de atrapar, puesto que ellos tienen la posibilidad de hacer que sus raíces sean de “trepadera”, de modo que todo lo que esta su lado queda atrapado toda vez que se desarrolla y crece.
El Jagüey es un árbol lechoso, científicamente se le denomina Ficus crassinervia Desf., de la familia de los Moraceae.
El árbol primario falleció alrededor de 1998 a pesar de muchos esfuerzos para su salvación: fumigaciones, cirugías vegetales, múltiples baños. Sin embargo el intento fue infructuoso porque el hongo “Fumagina” lo impidió, ya se había apoderado con mucha fuerza de modo general hasta lograr su muerte.
Sin embargo, parece ser que el Jagüey “Padre” daría a su lado un hijo – herencia perfecta – porque el Jagüey que hoy al igual al ya fallecido pero que se conserva en el mismo lugar, mantiene una total vitalidad de la misma manera que custodia también con sus fuertes raíces y tronco las piezas originales y las ruinas constructivas del ingenio para los que visitan hoy y vendrán mañana a este lugar sagrado, a este “ ALTAR DE LA PATRIA ”.
El Significado
¿Qué significa para nuestro pueblo el 10 de octubre de 1868?
Significa sencillamente el comienzo de cien años de lucha y el comienzo de la Revolución en Cuba, porque en Cuba solo ha habido una revolución: la que comenzó Carlos Manuel de Céspedes el 10 de octubre de 1868 y que nuestro pueblo lleva adelante en estos instantes.
No hay, desde luego, la menor duda de que Céspedes simbolizó el espíritu de los cubanos de aquella época, simbolizó la dignidad y la rebeldía de un pueblo --heterogéneo todavía-- que comenzaba a nacer en la historia.
Los hechos históricos demostraron que aquella decisión era necesaria, que aquella resolución iba a prender precisamente la chispa de una heroica guerra que duró diez años; una guerra que se inició sin recursos de ninguna clase por un pueblo prácticamente desarmado, que desde entonces adoptó la clásica estrategia y el clásico método para abastecerse de armas, que era arrebatándoselas al enemigo.

## Otros proyectos
- Wikimedia Commons alberga una categoría multimedia sobre La Demajagua.